# Hyundai Alcazar
Hyundai Alcazar — компактный кроссовер, выпускаемый с 2021 года индийским подразделением компании Hyundai для рынка Индии.
Представляет собой «удлинённую» версию мини-кроссовера Hyundai Creta второго поколения, вышедшего на местный рынок годом ранее.

## Описание
Модель была представлена в апреле 2021 года и вышла на рынок в июне 2021 года. Производится на заводе «Hyundai Motor India» в городе Ченнаи.
В отличие от базовой модели, колёсная база растянута на 150 мм — до 2760 мм, длина — около 4,5 метров вместо 4,3 метров обычной Creta.
С увеличением длины расширены проёмы задних дверей, немного увеличен задний свес, в задних стойках крыши появились дополнительные окошки.
Внешне модель немного переработана — другая решётка радиатора, измененные фары, более крупные противотуманки и дополнительные пороги. Задние фонари имеют дополнительные секции на пятой двери, в отдельных комплектациях — панорамный люк в крыше.
Увеличен размер колёс — комплектуется 18-дюймовыми легкосплавными дисками в отличие от стандартных для Creta 17-дюймовых.
Гамма моторов пересмотрена — от стандартной модели достался только турбодизель семейства U2 объёмом 1.5 литра (115 л. с., 250 Нм), а вместо бензиновых атмосферника 1.5 и турбомотора 1.4 предложен лишь один бензиновый мотор объёмом 2.0 литра без наддува (159 л. с. и 191 Нм) от предыдущего семейства Nu. Коробка передач — независимо от двигателя — может быть «механикой» или «автоматом».
Привод модели — только передний, что объясняется спецификой рынка Индии, где модель, предлагающаяся с рядом «дорогих» опций и крупная по размеру, считается классом «премиум» и не предполагается использованием целевой аудиторией модели на бездорожье.
Модель предлагается с тремя рядами сидений — как шести или семиместная.
Цена модели на местном рынке от 1 630 300 до 2 014 900 рупий; для сравнения — цена обычной Hyundai Creta начинается от 1 016 000 рупий.
Сразу после начала продаж в июне 2021 года на модель поступило более 4000 предзаказов.
На экспорт начаты поставки в октябре 2021 года в Мексику как Hyundai Creta Grand, в марте 2022 года в ЮАР как Hyundai Grand Creta.

## Галерея-сравнение

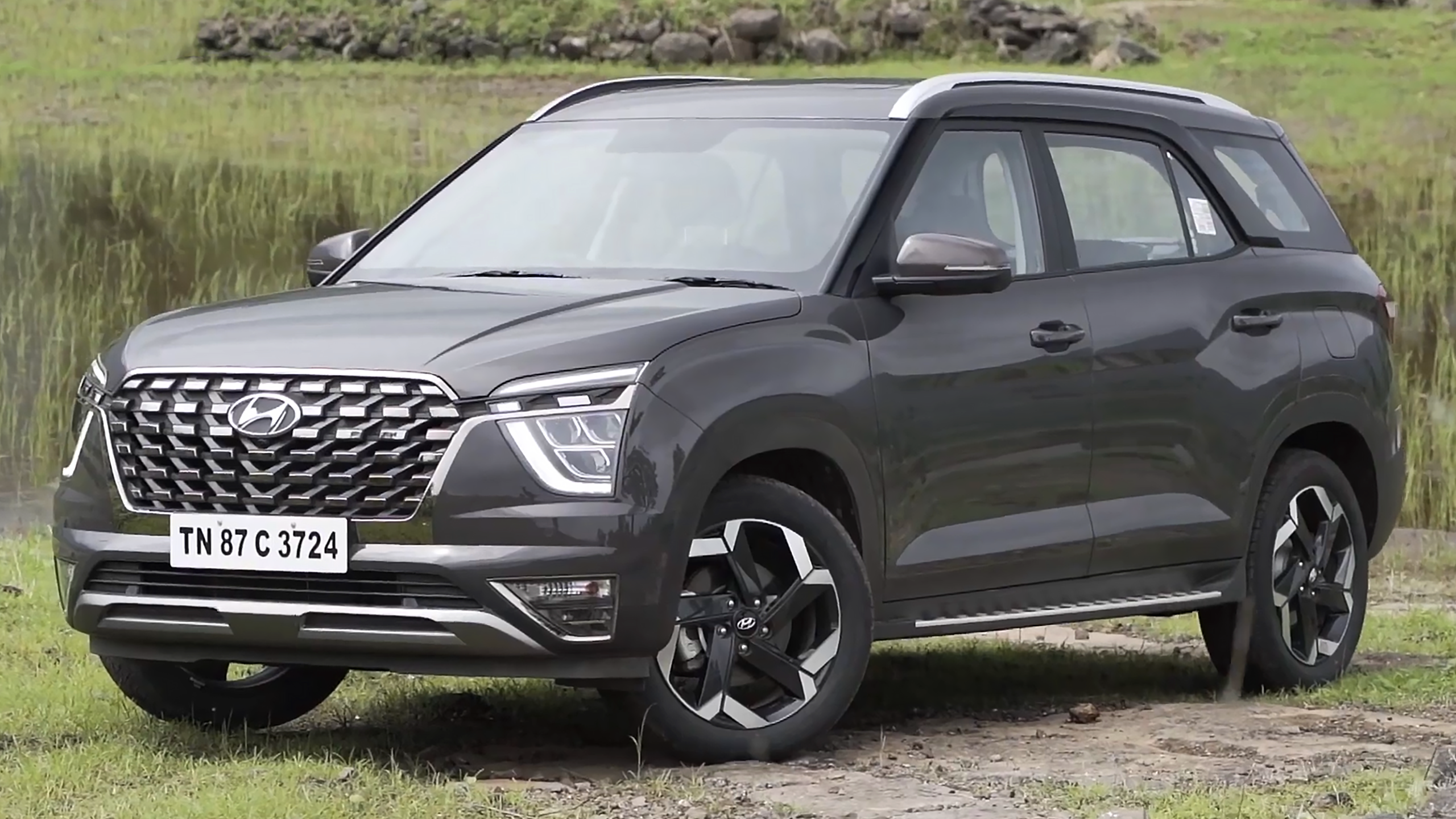
Hyundai Alcazar
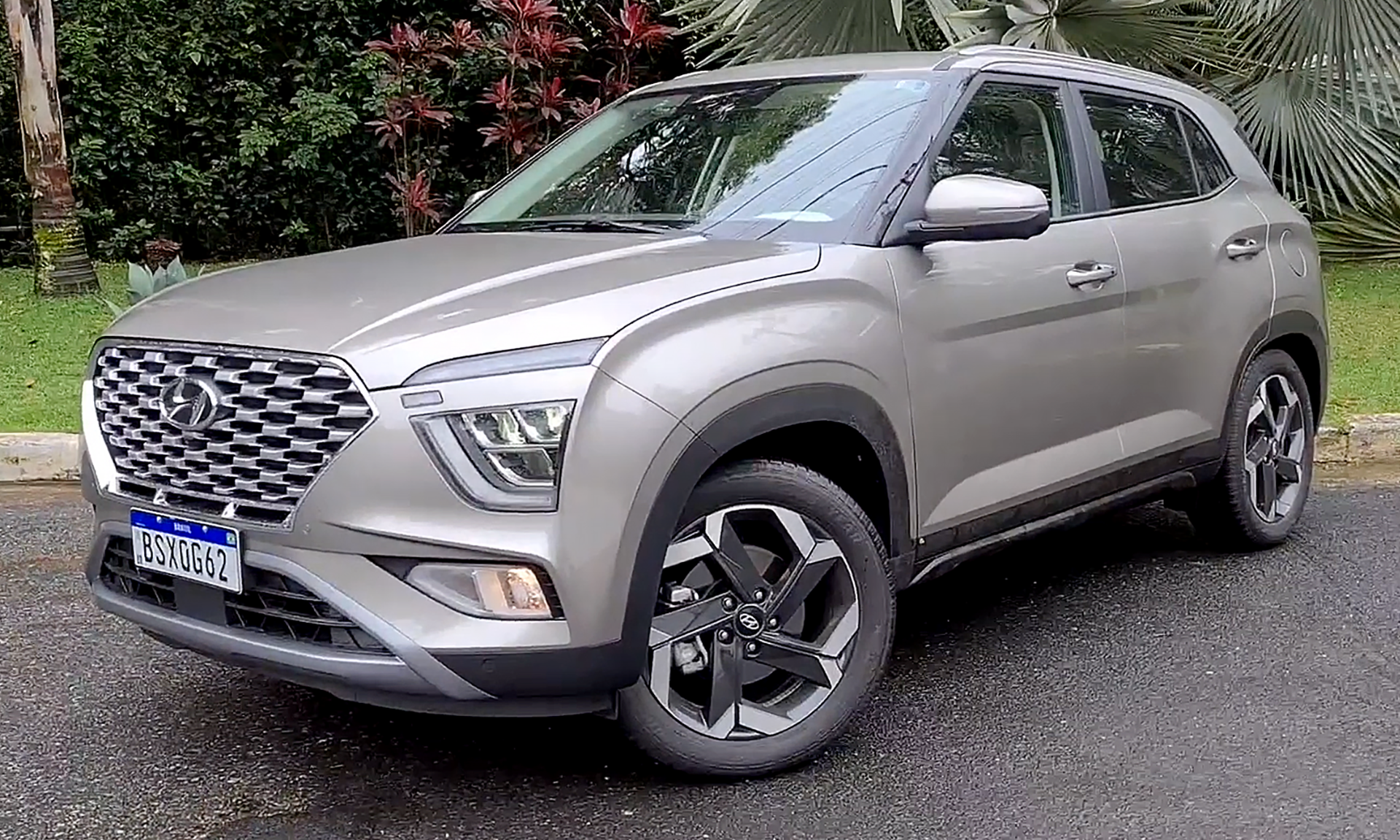
Hyundai Creta
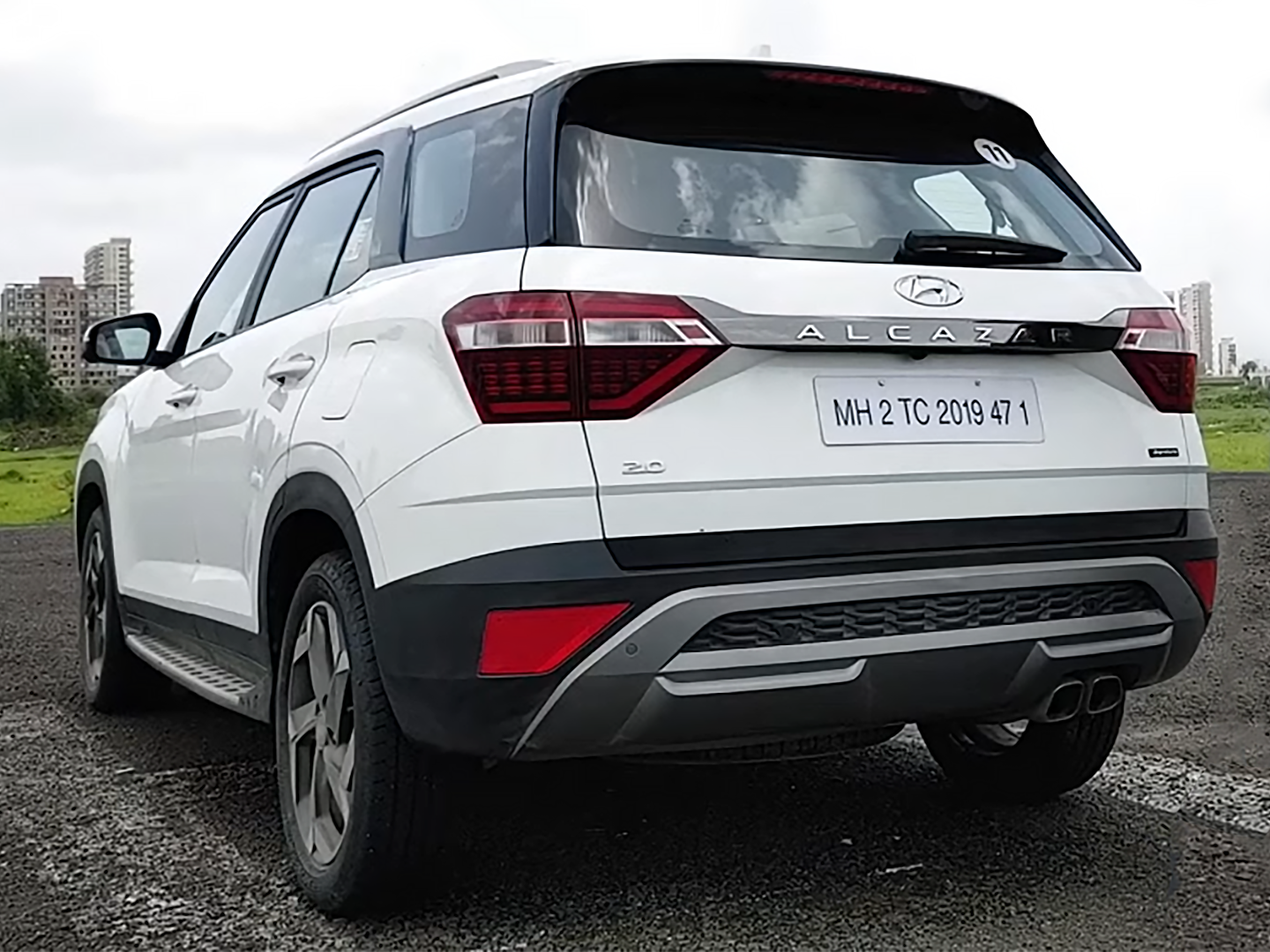
Hyundai Alcazar
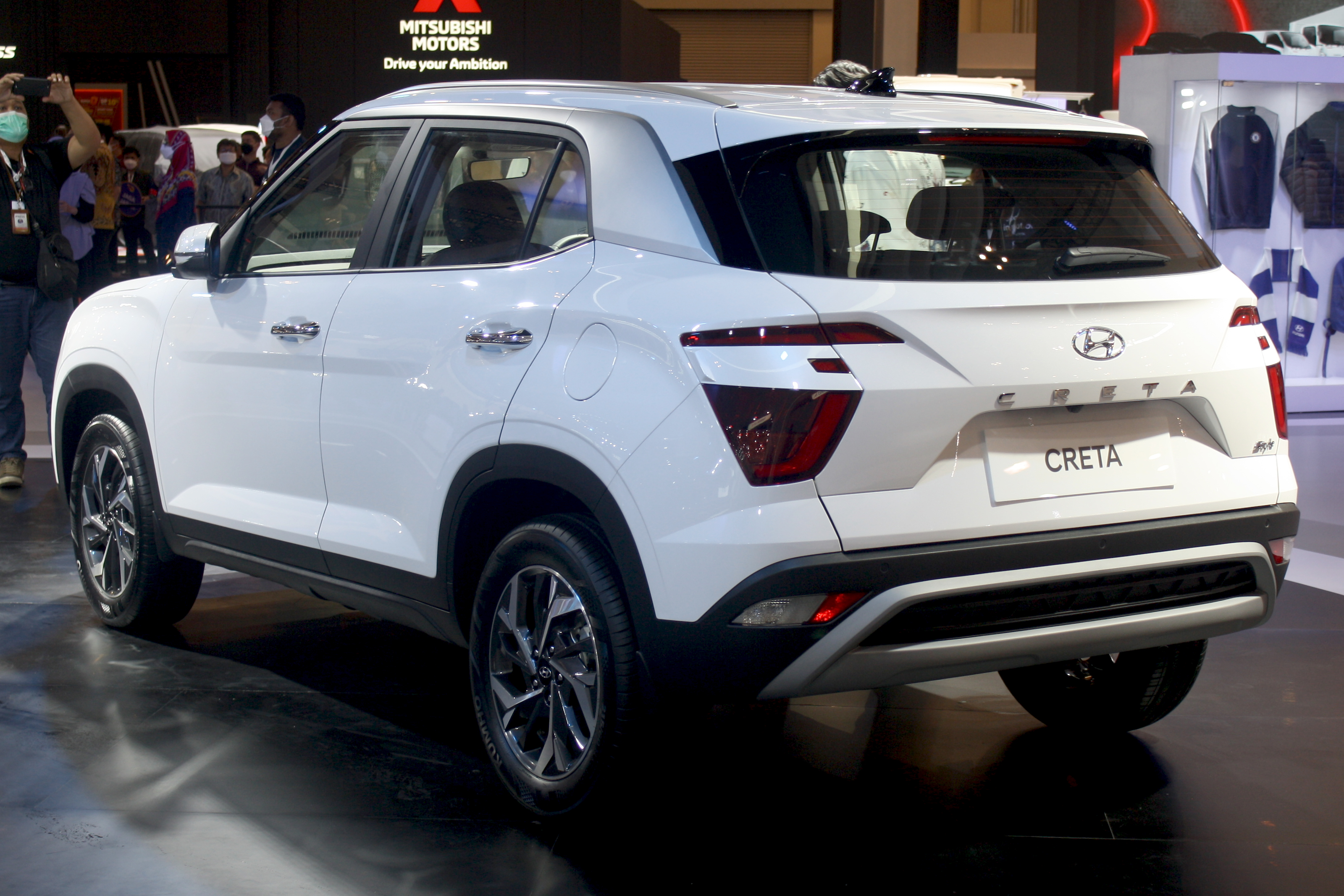
Hyundai Creta